# Mokas
Mokas [ˈmɔkas] est un village polonais de la gmina de Sochaczew dans le powiat de Sochaczew et dans la voïvodie de Mazovie.
Il est situé approximativement à 9 kilomètres au nord-est de Sochaczew et à 47 kilomètres à l'ouest de Varsovie.